# آلبرشت، اسقف‌اعظم ماگدبورگ و ماینس
آلبرشت کاردینال براندنبورگ (آلمانی: Albrecht von Brandenburg; ۲۸ ژوئن ۱۴۹۰ – ۲۴ سپتامبر ۱۵۴۵) یک کشیش اهل آلمان بود.